# برقية زيمرمان
برقية زيمرمان (بالألمانية: Zimmermann-Depesche) (بالإنجليزية: Zimmermann telegram)‏ هي برقية ديبلوماسية أرسلت من الإمبراطورية الألمانية إلى المكسيك، أُرسلت سنة 1917، وفيها اقتراح لشن الحرب على الولايات المتحدة الأمريكية. اعترضت المخابرات البريطانية الرسالة وفكّت شفرتها، مما ساهم في حشد الدعم لأمريكا في شنها للحرب على ألمانيا في أفريل.
كانت هذه برقية دبلوماسية سرية صادرة عن وزارة الخارجية الألمانية في 17 يناير 1917، اقترحت عقدًا عسكريًا بين الإمبراطورية الألمانية والمكسيك في حال دخول الولايات المتحدة الحرب العالمية الأولى ضد ألمانيا. وبمساعدة ألمانيا، ستستعيد المكسيك ولايات تكساس وأريزونا ونيو مكسيكو. وقد اعترضت الغرفة 40 التي تنضوي تحت المخابرات البريطانية البرقية. أثار الكشف عن محتويات البرقية غضب الأمريكيين، خاصةً بعد أن اعترف وزير الخارجية الألماني، آرثر تسيمرمان، علنًا في 3 مارس 1917 بصحة البرقية. وساهم ذلك في حشد الدعم لإعلان الحرب الأمريكية على ألمانيا في أبريل 1917.
وُصف فك التشفير بأنه أهم انتصار استخباراتي لبريطانيا خلال الحرب العالمية الأولى، كما أنه كان أحد أقدم المناسبات التي أثرت فيها قطعة من استخبارات الإشارات على الأحداث العالمية. أصبح فك التشفير ممكن بعد فشل بعثة نيدرماير-هينتيج إلى أفغانستان، عندما تخلى فيلهلم فاسمس عن كتابه الشفري، الذي استعاده الحلفاء لاحقًا، وسمح للبريطانيين بفك تشفير برقية زيمرمان.

## المحتوى
جاءت الرسالة في شكل برقية مشفرة ‏ أرسلها آرثر زيمرمان، سكرتير الدولة (موظف مدني رفيع المستوى، ثاني أعلى منصب بعد وزيره) في وزارة خارجية الإمبراطورية الألمانية في 17 يناير 1917. أُرسلت الرسالة إلى السفير الألماني في المكسيك، هانريش فون إيكارد. أرسل زيمرمان البرقية تحسبًا لاستئناف ألمانيا لحرب الغواصات غير المقيدة في 1 فبراير، والتي افترضت الحكومة الألمانية أنها ستؤدي على الأرجح إلى حرب مع الولايات المتحدة. أصدرت البرقية تعليمات لفون إيكاردت بأنه إذا بدت الولايات المتحدة متأكدة من دخول الحرب، فعليه أن يقترب من الحكومة المكسيكية باقتراح للتحالف العسكري بتمويل من ألمانيا. كانت البرقية المفكوكة كما يلي:
النص الأصلي باللغة الألمانية:

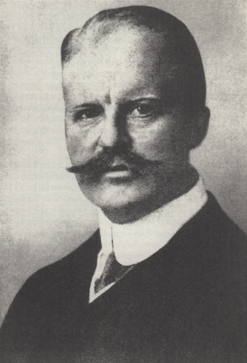
Arthur Zimmermann

Wir beabsichtigen am 1. Februar uneingeschränkten
Ubootkrieg zu beginnen. Es wird Versucht werden,
Amerika trotzdem neutral zu halten.
Für den Fall, daß dies nicht gelingen sollte, schlagen
wir Mexico mit folgender Grundlage Bündnis
vor; Gemeinsame Kriegführung, gemeinsamer
Friedensschluß. Reichliche finzanzielle
Unterstützung und Einverständnis unsererseits, daß
Mexiko in Texas, Neu Mexiko, Arizona früher verlorenes
Gebiet zurückerobert. Regelung im einzelnen
Euer Hochwohlgeboren überlassen.
Euer pp. wollen Vorstehendes Präsidenten streng
geheim eröffnen, sobald Kriegsausbruch mit
Vereinigten Staaten feststeht und Anregung hinzufügen,
Japan von sich aus zu fortigem Beitritt einzuladen
und gleichzeitig zwischen uns und Japan zu
vermitteln.
Bitte Präsidenten darauf hinweisen, daß rücksichtslose
Anwendung unserer U-boote jetzt
Aussicht bietet, England in wenigen Monaten zum
Frieden zu zwingen. Empfang bestätigen.
Zimmerman.

الترجمة العربية
في الأول من فبراير نعتزم بدء حرب الغواصات بدون قيود.
وعلى الرغم من ذلك، نعتزم السعي للحفاظ على حياد الولايات المتحدة.
إذا لم ينجح هذا المسعى، فإننا نقترح تحالفًا مع المكسيك على الأسس التالية:
أن نخوض الحرب معًا ونعقد السلام معًا؛
وسنقدم دعمًا ماليًا عامًا،
ومن المفهوم أن المكسيك ستستعيد أراضيها المفقودة في نيو مكسيكو وتكساس وأريزونا.
وتُترك التفاصيل لتسويتكم.
تُكلَّفون بإبلاغ رئيس المكسيك بما تقدم بكل سرية،
بمجرد التأكد من اندلاع الحرب مع الولايات المتحدة،
واقترحوا على رئيس المكسيك أن يتواصل بمبادرة منه مع اليابان،
ويقترح عليها الانضمام فورًا إلى هذا المخطط،
وفي الوقت ذاته يعرض التوسط بين ألمانيا واليابان.
يرجى لفت انتباه رئيس المكسيك إلى أن استخدام حرب الغواصات بلا رحمة
يعد الآن واعدًا بإجبار إنجلترا على عقد السلام في غضون بضعة أشهر.
– زيمرمان.

## خلفية تاريخية

### الجهود الألمانية السابقة لتشجيع الحرب

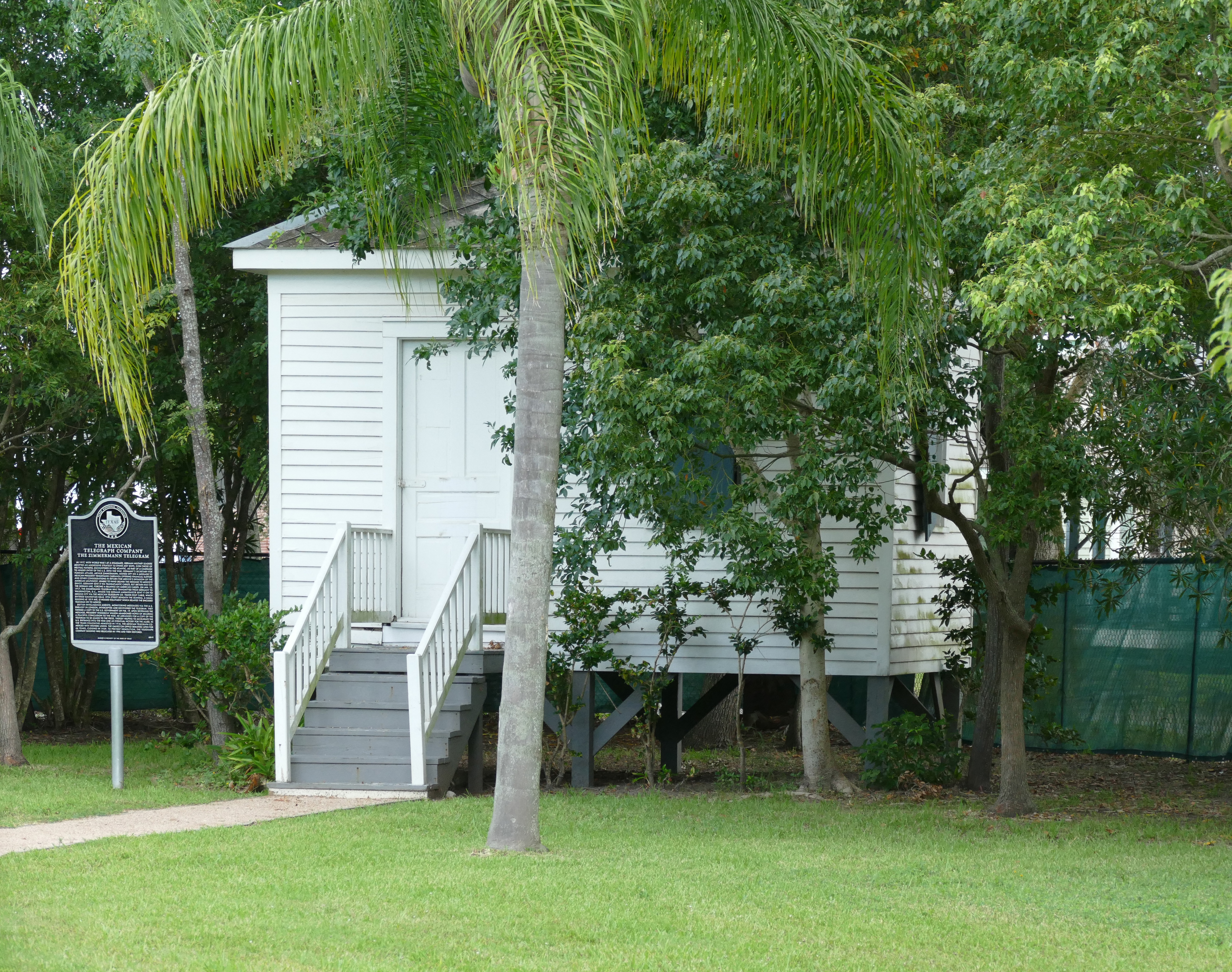
مبنى شركة التلغراف المكسيكية في جالفستون الذي تم من خلاله نقل برقية زيمرمان

سعت ألمانيا منذ فترة طويلة إلى التحريض على حرب بين المكسيك والولايات المتحدة، وهو ما كان من شأنه أن يقيد القوات الأمريكية ويبطئ تصدير الأسلحة الأمريكية إلى الحلفاء. وقد ساعد الألمان في تسليح المكسيك، كما يتضح من حادثة يبيرانجا [الإنجليزية] عام 1914. حاول ضابط المخابرات البحرية الألماني فرانز فون رينتلن التحريض على حرب بين المكسيك والولايات المتحدة عام 1915، حيث أعطى فيكتوريانو ويرتا 12 مليون دولار لهذا الهدف. ادعى الجاوسس الألماني لوثر فيتسكه، الذي كان مقره في مدينة مكسيكو، أنه مسؤول عن انفجار الذخائر في مارس 1917 في حوض بناء السفن البحرية في جزيرة ماري [الإنجليزية]في منطقة خليج سان فرانسيسكو، وربما كان مسؤولاً عن انفجار بلاك توم [الإنجليزية] في يوليو 1916 في نيوجيرسي.
شجّع فشل القوات الأمريكية في الاستيلاء على بانشو فيلا عام 1916، وتحرك الرئيس كارانزا لصالح ألمانيا، الألمان على إرسال مذكرة زيمرمان.
كانت الاستفزازات الألمانية ناجحة جزئيًا. أمر الرئيس وودرو ويلسون بغزو فيراكروز عسكريًا عام 1914 في سياق حادثة يبيرانجا [الإنجليزية]، وضد نصيحة الحكومة البريطانية. مُنعت الحرب بفضل مؤتمر شلالات نياجرا للسلام [الإنجليزية]الذي نظمته دول ايه بي سي [الإنجليزية] الأرجنتين، البرازيل، تشيلي,)، لكن الاحتلال كان عامل حاسم في حياد المكسيك [الإنجليزية] في الحرب العالمية الأولى. رفضت المكسيك المشاركة في الحظر المفروض على ألمانيا، ومنحت الشركات الألمانية ضمانات كاملة لإبقاء عملياتها مفتوحة، وتحديدًا في مدينة مكسيكو.

### الدوافع الألمانية
كانت البرقية جزء من جهد بذله الألمان لتأجيل نقل الإمدادات والمواد الحربية الأخرى من الولايات المتحدة إلى الحلفاء، الذين كانوا في حالة حرب ضد ألمانيا., كان الهدف الرئيسي من البرقية هو دفع حكومة المكسيك إلى إعلان الحرب على الولايات المتحدة، أملًا في تقييد القوات الأمريكية وإبطاء تصدير الأسلحة الأمريكية. اعتقدت القيادة العليا الألمانية أنها قادرة على هزيمة البريطانيين والفرنسيين على الجبهة الغربية، وخنق بريطانيا بحرب غواصات غير مقيدة قبل أن تتمكن القوات الأمريكية من التدريب وإرسالها إلى أوروبا بأعداد كافية لمساعدة الحلفاء. وقد شجعت نجاحات الألمان على الجبهة الشرقية الألمان على الاعتقاد بأنهم قادرون على تحويل أعداد كبيرة من القوات إلى الجبهة الغربية لدعم أهدافهم.[بحاجة لمصدر]

## انظر ايضا
- برقية
- رسالة زينوفايف